# Sallander klok

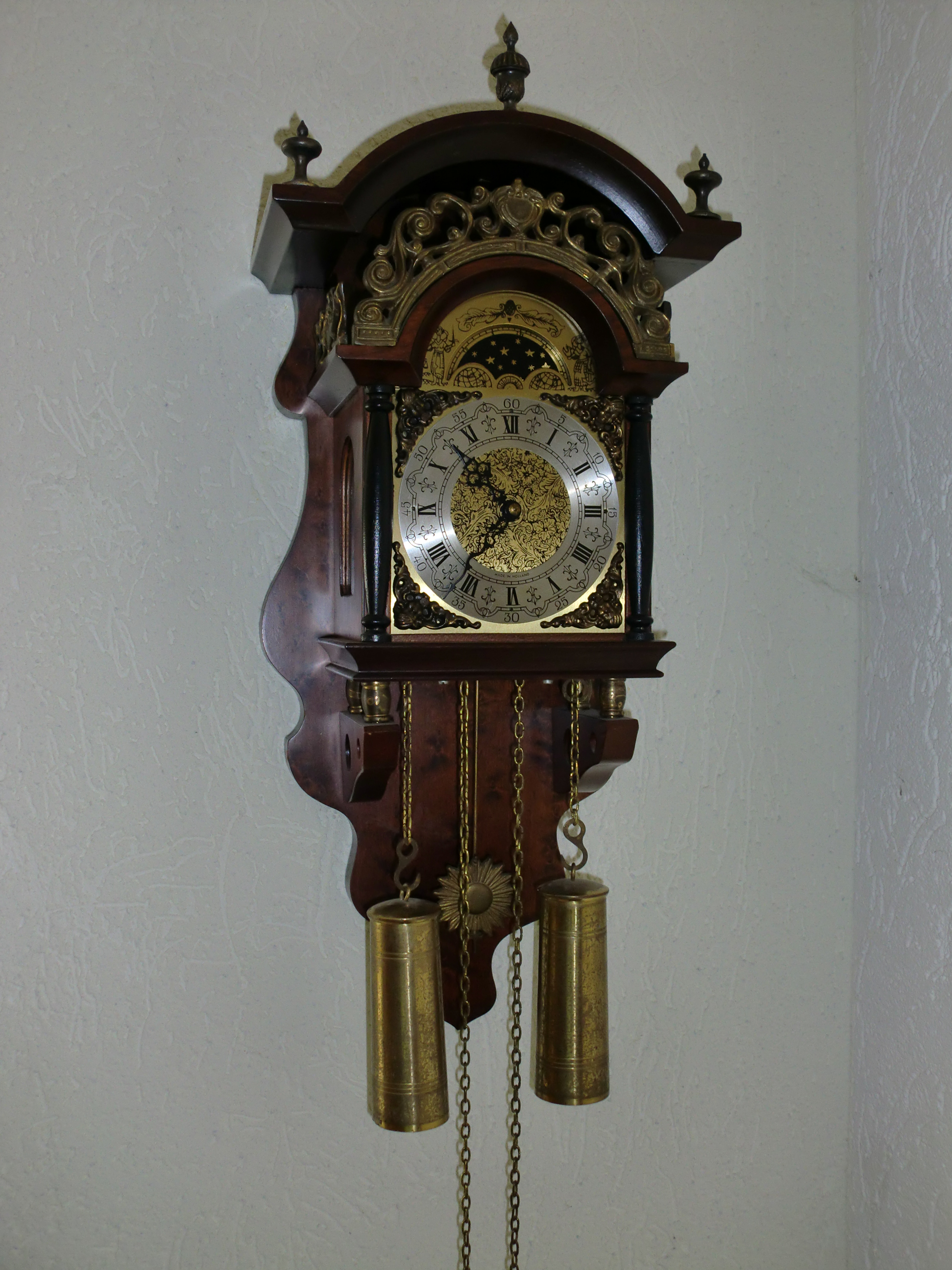
Sallander klok

Een Sallander klok is een klok die in 20e eeuw werd gemaakt door de klokken- en barometerfabriek Warmink uit Almelo. Dit bedrijf maakte nieuwe klokken geïnspireerd op historische modellen
Sallander klokken zijn vaak van wortelnoten hout en in mindere mate van eiken- of beukenhout. De sallander staat net als de Friese stoelklok op een soort stoeltje, maar lijkt ook weer op de Zaanse klok. De sallanders hebben altijd een maanstand. De gewichten zijn cilindervormig en meestal goudkleurig. De slinger is in de vorm van een zon. Boven op de klok staan vaak drie ornamentjes.